# Marcel Brillouin
Louis Marcel Brillouin (ur. 19 grudnia 1854 w Melle, zm. 16 czerwca 1948 w Paryżu) – francuski fizyk i matematyk. Zajmował się historią nauki, geofizyką i fizyką atomową.
Urodzony w Melle w departamencie Deux-Sèvres, we Francji. Ojciec Louis George Brillouin był malarzem, który przeniósł się do Paryża, kiedy Marcel był dzieckiem. Tam uczęszczał do Lycée Condorcet. Rodzina Brillouina wróciła do Melle podczas wojny francusko-pruskiej w 1870 roku, aby uniknąć jej skutków. W ciągu dwóch spędzonych tam lat Brillouin uczył się z książek filozoficznych dziadka. Po wojnie powrócił do Paryża i szkoły średniej, gdzie wykazał się znajomością matematyki. W 1874 wstąpił do École normale supérieure, którą ukończył w 1878 roku. Został asystentem fizyka Éleuthère’a Mascarta w Collège de France, w tym samym czasie pracując nad doktoratem z matematyki i fizyki, który ukończył w 1881 roku. Brillouin obejmował następnie kolejne stanowiska jako adiunkt na uniwersytetach w Dijon, Nancy (1880-1882) i Tuluzie (1883-1888), przed powrotem do École normale supérieure w Paryżu w 1888 roku. Później był profesorem fizyki matematycznej w Collège de France z 1900 roku do przejścia na emeryturę w 1931 roku. Brillouin został wybrany do Académie des Sciences de Paris w 1921 roku.
W trakcie swojej kariery był autorem ponad 200 prac na temat fizyki teoretycznej i doświadczalnej, w tym dotyczących kinetycznej teorii gazów, lepkości, termodynamiki, fizyki procesów topnienia i elektryczności. Zbudował nowy model wagi skręceń Eötvösa, opisał przepływ Helmholtza i stabilność statku powietrznego, badał model atomu Bohra i pływy morskie.
W 1888 ożenił się z Charlotte Marguerite Mascart, z którą miał troje dzieci. Najstarszy syn, Léon Brillouin także został fizykiem.